# Jardim Alegre
Jardim Alegre (en español: Jardín Alegre) es un municipio brasileño del estado de Paraná. Posee un área de 393,620 km² representando el 0,1975 % del estado, 0,0698 % de la región y 0,0046 % de todo el territorio brasileño. Se localiza a una latitud 24°10'44" sur y a una longitud 51°41'31" oeste, estando a una altitud de 652 m. Su población estimada en 2005 era de 13.704 habitantes.

## Demografía
Datos del Censo - 2010
Población total: 12.324
- Urbana: 7.134
- Rural: 6.539
- Hombres: 7.037
- Mujeres: 6.636

Índice de Desarrollo Humano (IDH-M): 0,713
- IDH-M Salario: 0,607
- IDH-M Longevidad: 0,721
- IDH-M Educación: 0,812

## Clima
Clima Subtropical Húmedo Mesotérmico, veranos calientes con tendencia de concentración de las lluvias (temperatura media superior a 22 °C), inviernos con heladas poco frecuentes (temperatura media inferior a 18 °C), sin estación de sequía definida.

## Administración
- Prefecto: Pe. José Martins de Oliveira (2009/2012)
- Viceprefecto: Marilu Rech(2009/2012)
- Presidente de la cámara:Jorvanes Pereira. (2011/ 2012)